# Zbýšov u Slavkova
Zbýšov, bis 1921 Zbejšov (deutsch Sbischow) ist eine Gemeinde in Tschechien. Sie liegt 15 Kilometer südöstlich des Stadtzentrums von Brno und gehört zum Okres Vyškov. Auf den Fluren der Gemeinde fand 1805 Schlacht von Austerlitz statt.

## Geographie

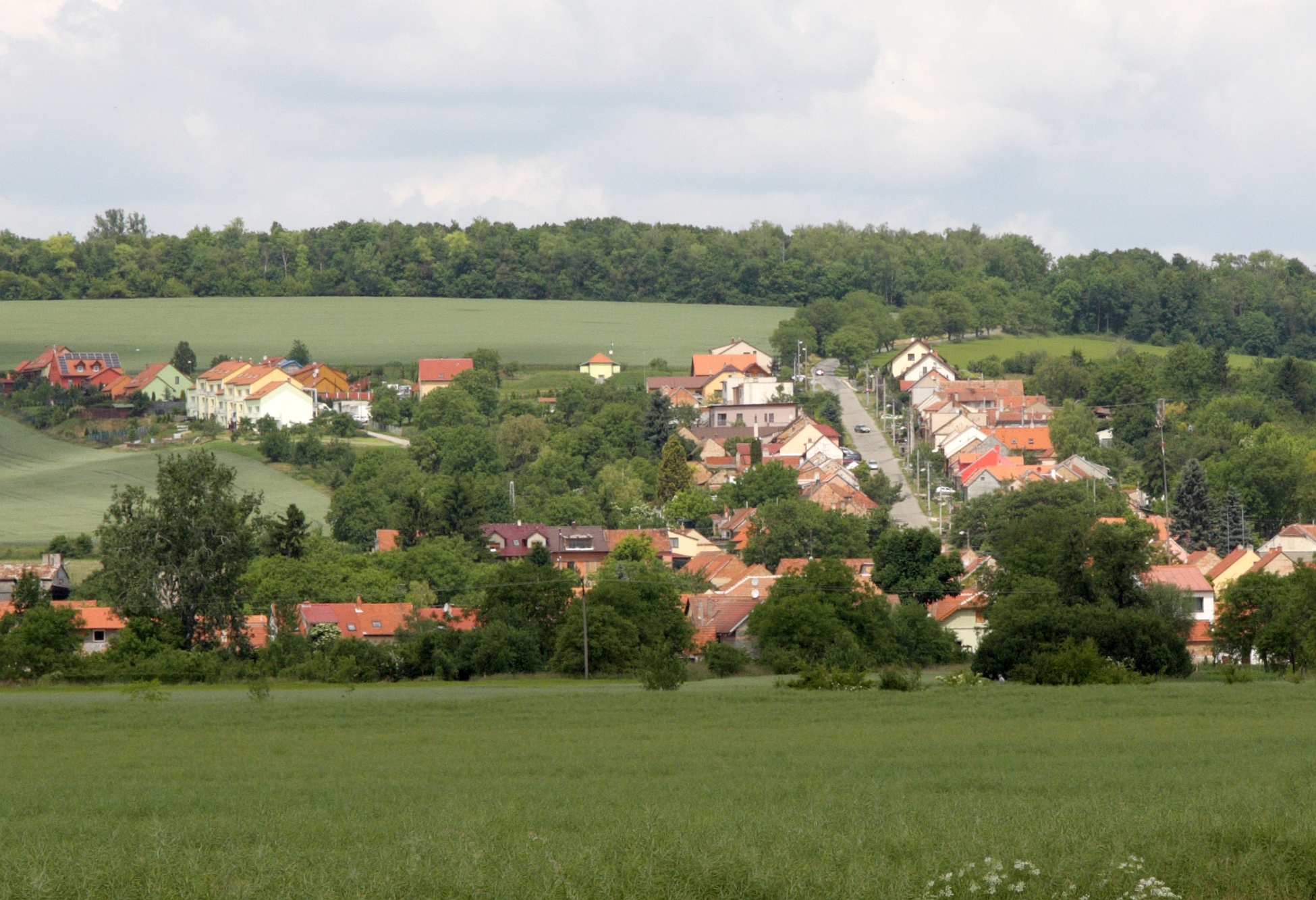
Ortsansicht (2014)

Zbýšov befindet sich zwischen dem Drahaner Bergland und dem Steinitzer Wald in den Ausläufern der Thaya-Schwarza-Talsenke. Das Dorf liegt östlich des Pracký kopec (Pratzeberg) im Tal der Litava (Littawa). Durch den Ort führt die Eisenbahnstrecke von Brno nach Přerov.
Nachbarorte sind Kruh und Blažovice im Norden, Křenovice im Nordosten, Hrušky im Osten, Šaratice und Kavriánov im Süden, Hostěrádky-Rešov im Südwesten sowie Prace im Nordwesten.

## Geschichte
Die erste urkundliche Erwähnung von Zbýšov erfolgte 1237.
Die Bewohner des Dorfes lebten von der Landwirtschaft und vom Weinbau am nördlich gelegenen Weinberg. Nach alten Überlieferungen soll der Zbýšover Wein bis nach Wien geliefert worden sein und in seiner Qualität mit dem Mělníker konkurriert haben.
Am 2. Dezember 1805 lag Zbýšov im Südosten des Schlachtfeldes der Dreikaiserschlacht.
Nach der Ablösung der Patrimonialherrschaften gehörte der Ort ab 1850 zum politischen Bezirk Wischau. Bis 1921 trug das Dorf den Namen Zbejšov. Zwischen 1950 und 1960 war Zbýšov Teil des Okres Slavkov und kam nach dessen Auflösung zum Okres Vyškov zurück.

## Gemeindegliederung
Für die Gemeinde Zbýšov sind keine Ortsteile ausgewiesen.

## Sehenswürdigkeiten
- Kapelle
- Denkmal an die Schlacht bei Austerlitz, errichtet 2005
- Grabhügel des Friedens (Mohyla míru) auf dem Pracký kopec (Pratzeberg).